# Gustavo Arcila Uribe

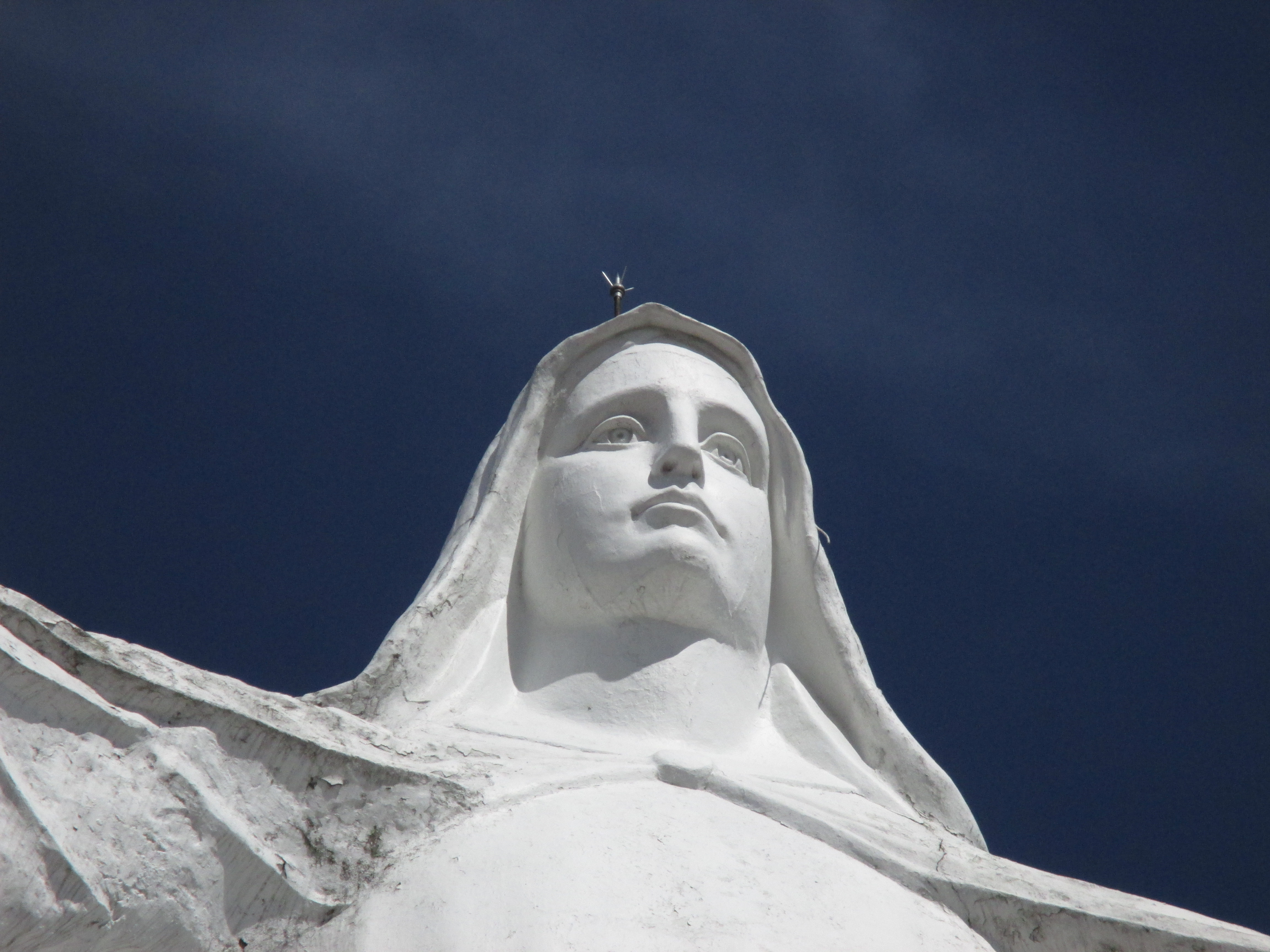
Rostro de la estatua de la Virgen Milagrosa, en el Cerro de Guadalupe en los cerros Orientales de Bogotá.

Gustavo Arcila Uribe (Rionegro, 1895-Bogotá, 1963) fue un importante escultor colombiano del siglo XX.
Entre sus obras clásicas más destacadas se encuentran la cabeza de la Virgen Milagrosa del Cerro de Guadalupe, El sermón del monte, en mármol, parte de la colección permanente del Museo Nacional de Colombia, El interrogante, en mármol de tamaño natural, la estatua en bronce del presidente José Vicente Concha, en el patio central de la Gobernación de Cundinamarca, el monumento del alcalde Higinio Cualla en el Cementerio Central de Bogotá, el busto de Federico  Lleras Acosta en la Escuela de veterinaria de la Universidad Nacional de Colombia, la estatua en bronce de José Eusebio Caro, la escultura yacente del arzobispo Bernardo Herrera Restrepo en la capilla de la Virgen de la Concepción de la Catedral Primada   de Bogotá, el proyecto de monumento en honor de Rafael Uribe Uribe ,que  conserva  el Museo de la Universidad Nacional, y que no se concretó ante el advenimiento de la República Liberal, el  muy bello y múltiple trabajo de escultura religiosa realizado en la capilla de Valmaría en Usaquén,  diferentes altorrelieves de las órdenes sacerdotales, y otras diferentes  estatuas de varias personalidades políticas de su país, entre otros destacados trabajos.

## Biografía
Nació en una época de convulsionada y durante su infancia el país atravesó por la guerra civil de los Mil Días. Después de cursar sus primeros años de estudio en Rionegro y Medellín, se trasladó con su familia a Bogotá en 1909, cuando la ciudad se preparaba para inaugurar varias estatuas y monumentos con motivo del centenario de la Independencia. Terminó sus estudios en el Colegio jesuita de San Bartolomé.
En 1919 organizó el primer Centro Nacional de Bellas Artes para la ayuda mutua y el desarrollo de la profesión junto con artistas jóvenes de la época, como José del Carmen Domingo Rodríguez, León Cano, Adolfo Samper, Félix Maria Otálora y otros artistas jóvenes.
En este mismo año, hizo el retrato al óleo del joven poeta mexicano Carlos Pellicer Cámara, quien había llegado a Bogotá como representante del presidente Venustiano Carranza para promover la organización y desarrollo de la Federación Latinoamericana de Estudiantes, conformada por Germán Arciniegas, León de Greiff, Germán Pardo García, Carlos  Pellicer y Gustavo Arcila. Este retrato al óleo está actualmente en la casa de la familia Pellicer López en México D.F. y fue expuesto en la Biblioteca Central de la Universidad Nacional Autónoma de México (UNAM) en 2005. Es una las pocas pinturas de Arcila Uribe y el primer retrato al óleo del poeta mexicano.

### Estadía en los Estados Unidos
En 1919 Arcila ganó una beca para estudiar en Europa en el concurso de la Escuela de Bellas Artes. El 23 de febrero de 1920 fue a Nueva York tras destrozar a martillos sus trabajos iniciales y los moldes. En esa ciudad sufrió una depresión y permaneció aislado varios meses. Reapareció en 1921 en Chicago, desde donde le envió una foto del mármol blanco El Interrogante a Arciniegas, que publicó un texto sobre esa obra en su revista Universidad. En 1922 publicó nuevas reseñas con imágenes de sus trabajos más recientes, incluso en la portada.

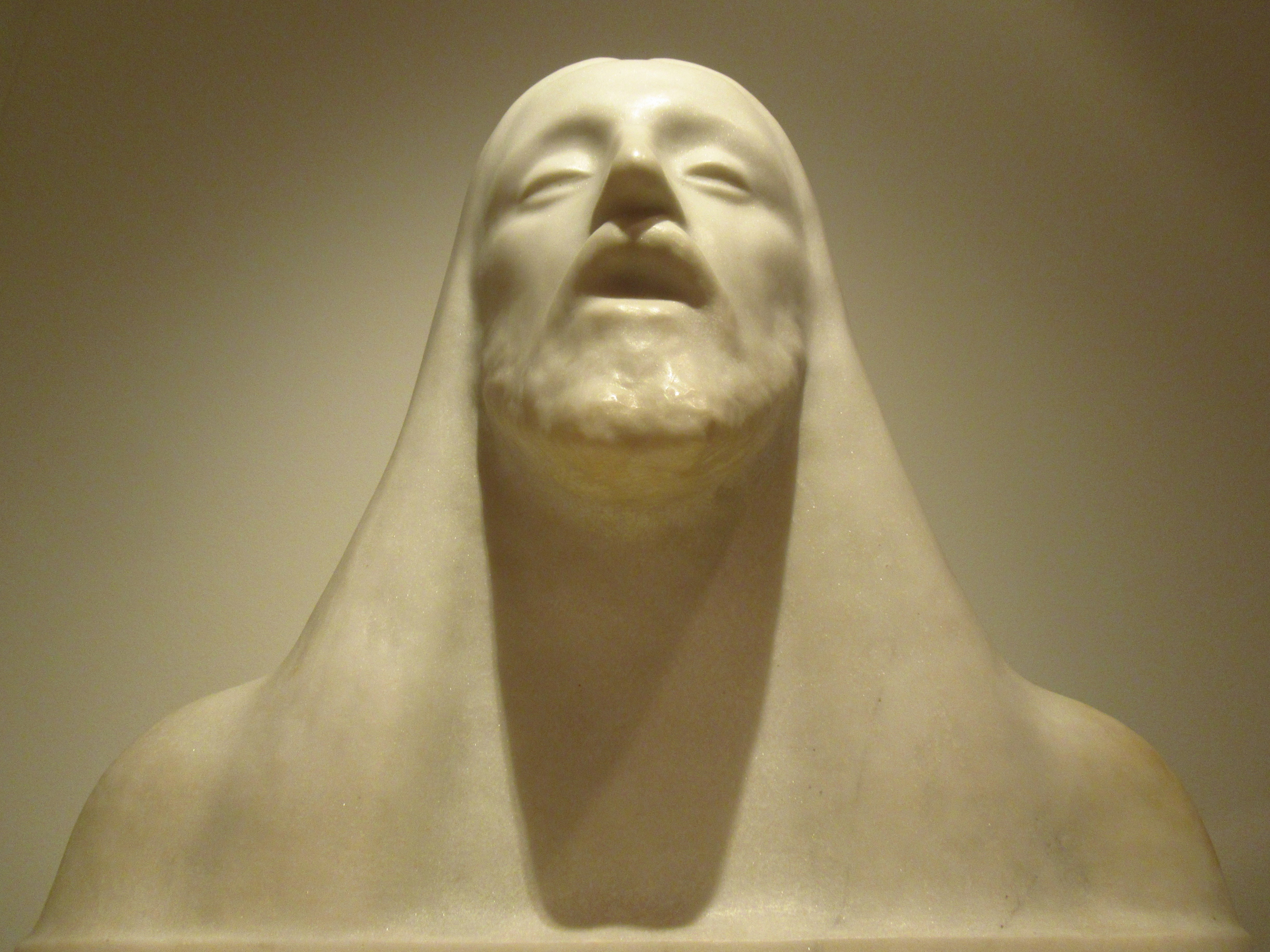
El sermón del monte, escultura de 1922 expuesta en la colección permanente del Museo Nacional.

En la primavera de 1922 es admitido como expositor en el Art Institute of Chicago y presenta además de El Interrogante, dos bustos de niñas inglesas, un boceto para Don Quijote y Sancho Panza y el mármol blanco El sermón del monte, escultura a la que en ese año se le otorga el Premio Shaffer, concedido a la mejor composición escultórica ideal. Esta obra está desde los años 1930 en la colección permanente del Museo Nacional de Colombia.
El carácter profundamente espiritual de El interrogante y de El sermón del monte contrasta con su contexto, pues este periodo corresponde en su estadía en Chicago al desarrollo industrial, las grandes mafias, la ley seca y la llegada de los jazzistas de New Orleans.
Durante su estadía en Chicago hasta 1928 hizo I Will (La voluntad), un bronce presentado en las exposiciones del Art Institute y años más tarde en el Salón de la Prensa de la Exposición Iberoamericana de Sevilla (1929-1930), donde al escultor se le otorgó Medalla de oro. Otra obra de este periodo es la cabeza en bronce del príncipe africano Kojo Tovalou Houénou, precursor del Pannegrismo y el Panafricanismo, quien llegó a Chicago en 1925 como fundador de la Liga Internacional para la Defensa de la raza negra y editor del periódico Les Continents.
En su taller hizo también el busto de la pianista canadiense D'janne Lavoie Hertz, entre otras. De estas obras se tiene  solo el registro fotográfico y su descripción, pero se desconoce su paradero actual.

### Estadía en Europa
Entre 1922, año del Premio Shaffer, y 1928, cuando viaja a Europa, el escultor participa en las exposiciones anuales del Art Institute y en las de la Academia de Bellas Artes de Illinois. Los catálogos originales de estas exposiciones se guardan en el archivo familiar.

En mayo de 1928 el escultor, nuevamente becado por el Gobierno Nacional, llega a Roma donde establece contacto con su profesor el maestro Ricardo Acevedo Bernal y sus hijas. Ingresa a la Associazione Artistica in Roma y en calidad de miembro artista participa en las clases de desnudo. Allí hizo el busto en bronce de la pintora Inés Acevedo Biester que presentó en 1929-30 en la Exposición Iberoamericana de Sevilla. Esta obra se encuentra actualmente en Bogotá en una colección particular.

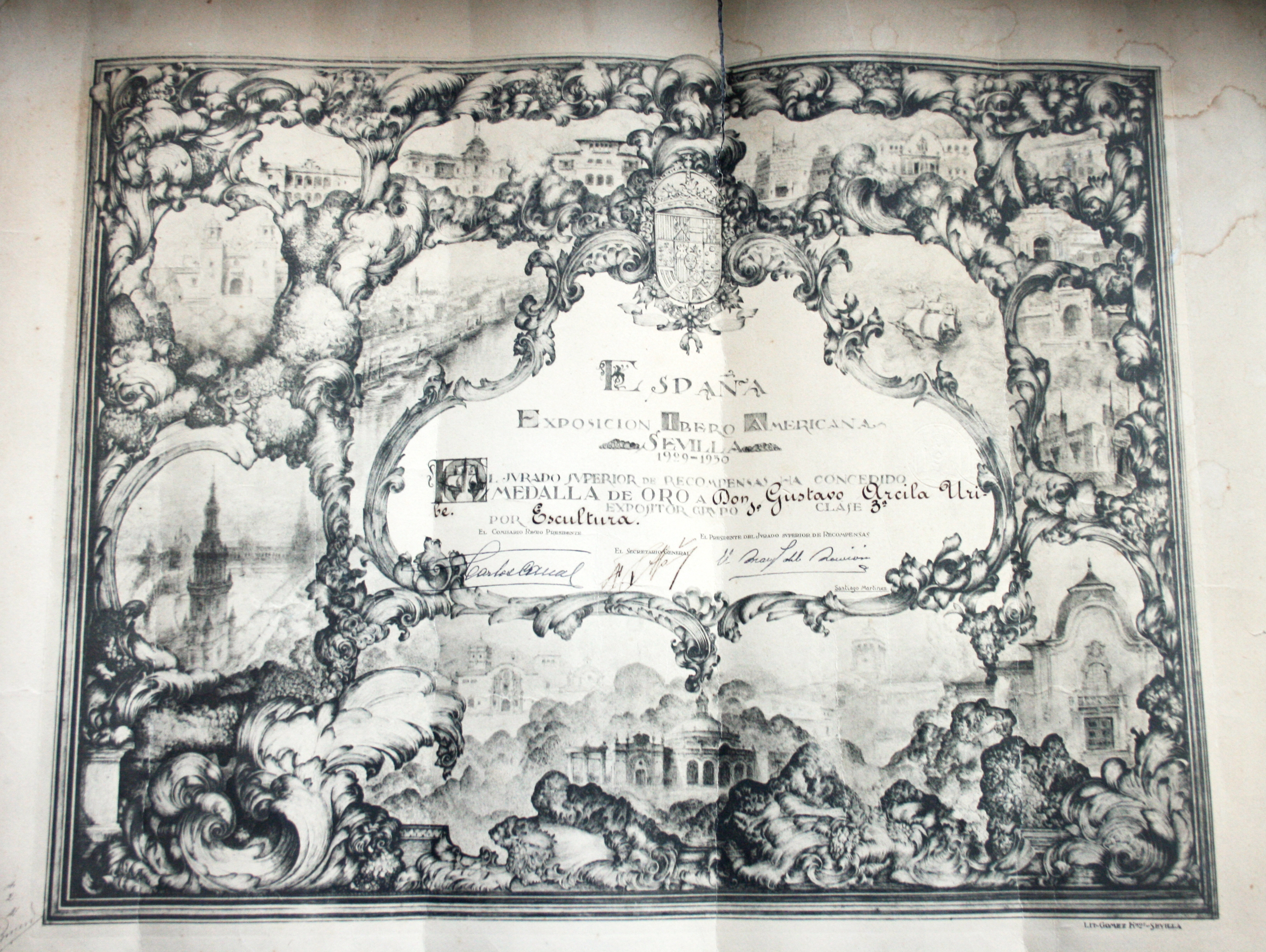
Diploma de la medalla de oro obtenida en 1930 en la Exposición Iberoamericana de Sevilla.

Durante su estadía en Roma, trabajó en la idea de erigir un monumento en Bogotá a José Asunción Silva. Existen en el archivo las cartas originales de Eduardo Santos y Luis Eduardo Nieto Caballero invitando al artista a participar con sus ideas en este proyecto. 
Aunque se esperaba que el monumento fuera una estatua de cuerpo completo realizada por el artista colombiano, finalmente se inauguró un busto en mármol elaborado por el español Ramón Barba el 6 de agosto de 1930 en el Parque Santander. Este se encuentra actualmente en la finca de Yerbabuena, sede del Instituto Caro y Cuervo, a donde fue trasladado por su director José Manuel Rivas Sacconi.
Antes de regresar al país, Arcila fue a París donde expuso El sermón del monte en el Salon des artistes français de 1930. Visitó varias ciudades de España y asistió a la Exposición Iberoamericana de Sevilla, donde se le otorgó la Medalla de oro, y se reencontró con sus colegas Rómulo Rozo y José Domingo Rodríguez.

### Regreso a Colombia en 1930
Regresó a Colombia en mayo de 1930 y fue nombrado profesor de Composición escultórica en la Escuela de Bellas Artes. Durante su trabajo de enseñanza, hizo El solitario, cerámica blanca, cocida al horno y esmaltada, representando un hombre desnudo y distanciado de su entorno físico y humano. Con esta obra participó en el Primer Salón de Artistas Colombianos en 1931, donde fue galardonado con el Segundo Premio en escultura.

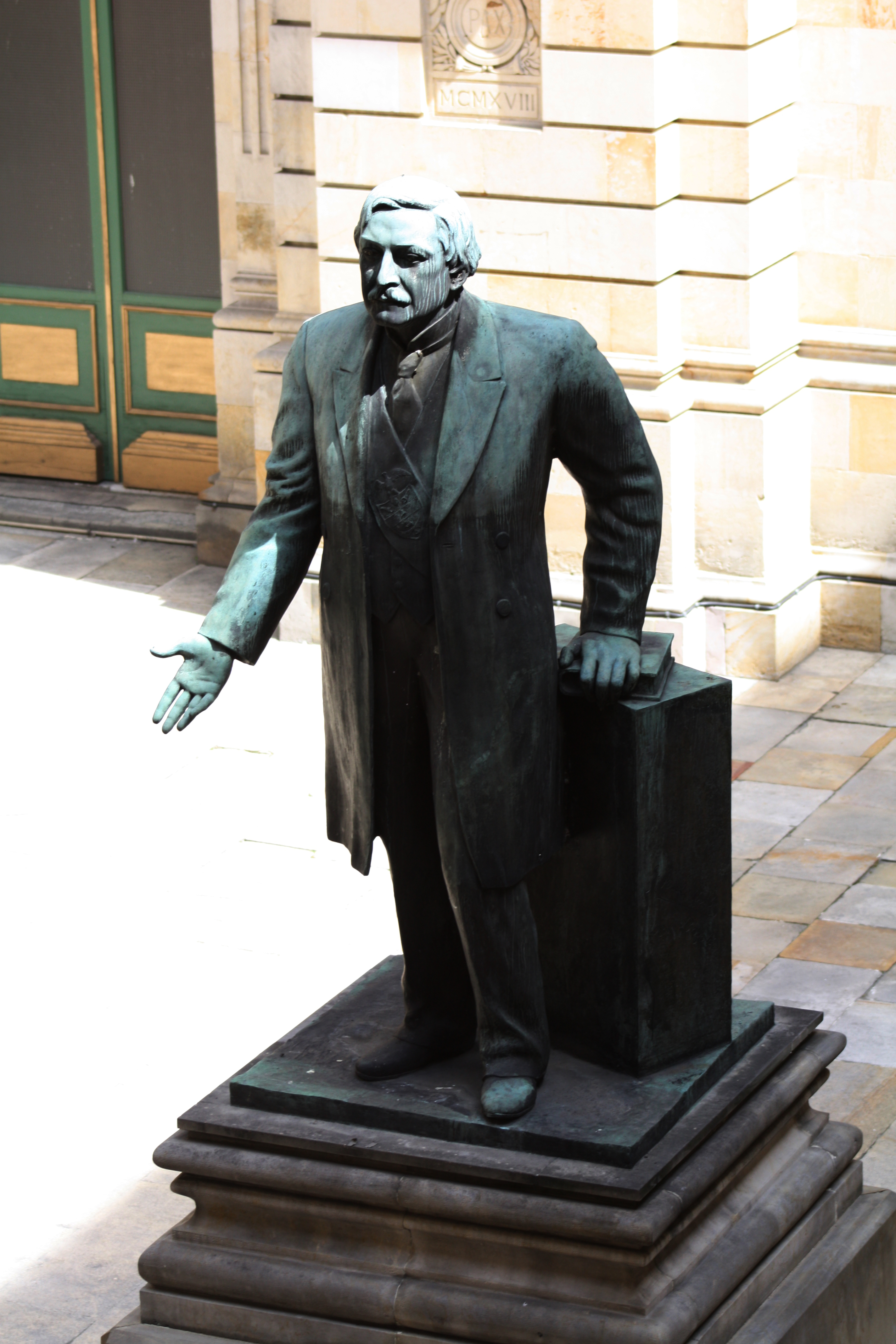
Escultura de tamaño heroico de José Vicente Concha, actualmente en el Palacio de San Francisco.

En la exposición Marca Registrada, realizada por el Museo Nacional de Colombia, en el mes de octubre del 2006, se expusieron El solitario y El sermón del monte con la Eva de José Domingo Rodríguez, encontrada y recuperada en una finca de Nemocón. Esta fue donada por las hijas del artista y  forma parte de la colección permanente del Museo Nacional de Colombia.
La escultura de Arcila Uribe, El solitario fue cocida al horno en 1931 en la fábrica de loza Etruria que era propiedad de la familia Neira, alumnos de la Escuela de Bellas Artes. Esta interesante obra  fue la primera cerámica escultórica realizada en la Escuela de Bellas Artes de Bogotá, y precede  y orienta, como escultor y profesor de cerámica en la Escuela de Bellas Artes, los trabajos posteriores en cerámica de Trujillo Magnenat, Sara Dávila y Carolina Cárdenas, entre otros discípulos del artista.
A pesar de su interés por enseñar y transmitir a los alumnos de la Escuela  de Bellas Artes sus conocimientos en el oficio de la escultura, y su espíritu sencillo y conciliatorio, Arcila se encontró con una barrera infranqueable para él: las discusiones apasionadas  y el deseo de imponer  las diferentes y últimas modas Déco, tendencias, escuelas, estilos y transformaciones del arte, y los prejuicios y la agresividad dogmática que se manifestaba en los  estudiantes y algunos profesores. Por esta razón, el artista se retiró de la cátedra universitaria y abrió su propio taller en el Pasaje Veracruz.

Por su fama y el resultado obtenido en el Primer Salón de Artistas Colombianos en 1931, la Gobernación de Cundinamarca le encargó realizar la escultura monumento en honor a José Vicente Concha, quien había muerto recientemente en Roma. Esta escultura de tamaño heroico  está actualmente en el patio central del Palacio de San Francisco en Bogotá, antigua sede de la Gobernación de Cundinamarca, y fue ejecutada por el escultor en Bogotá y enviada en 1932 a Barcelona, al taller de Gabriel Bechini donde fue fundida en bronce. Antes de ser enviada a la fundición, el Gobierno de Cundinamarca delegó al maestro Guillermo Valencia para que dictaminara como perito único la calidad de la obra. "Digna del hombre que consagra y de la fama del artista que la ha esculpido" fue el dictamen del importante poeta, intelectual y político, quien acababa de ser candidato a la presidencia de la República. 

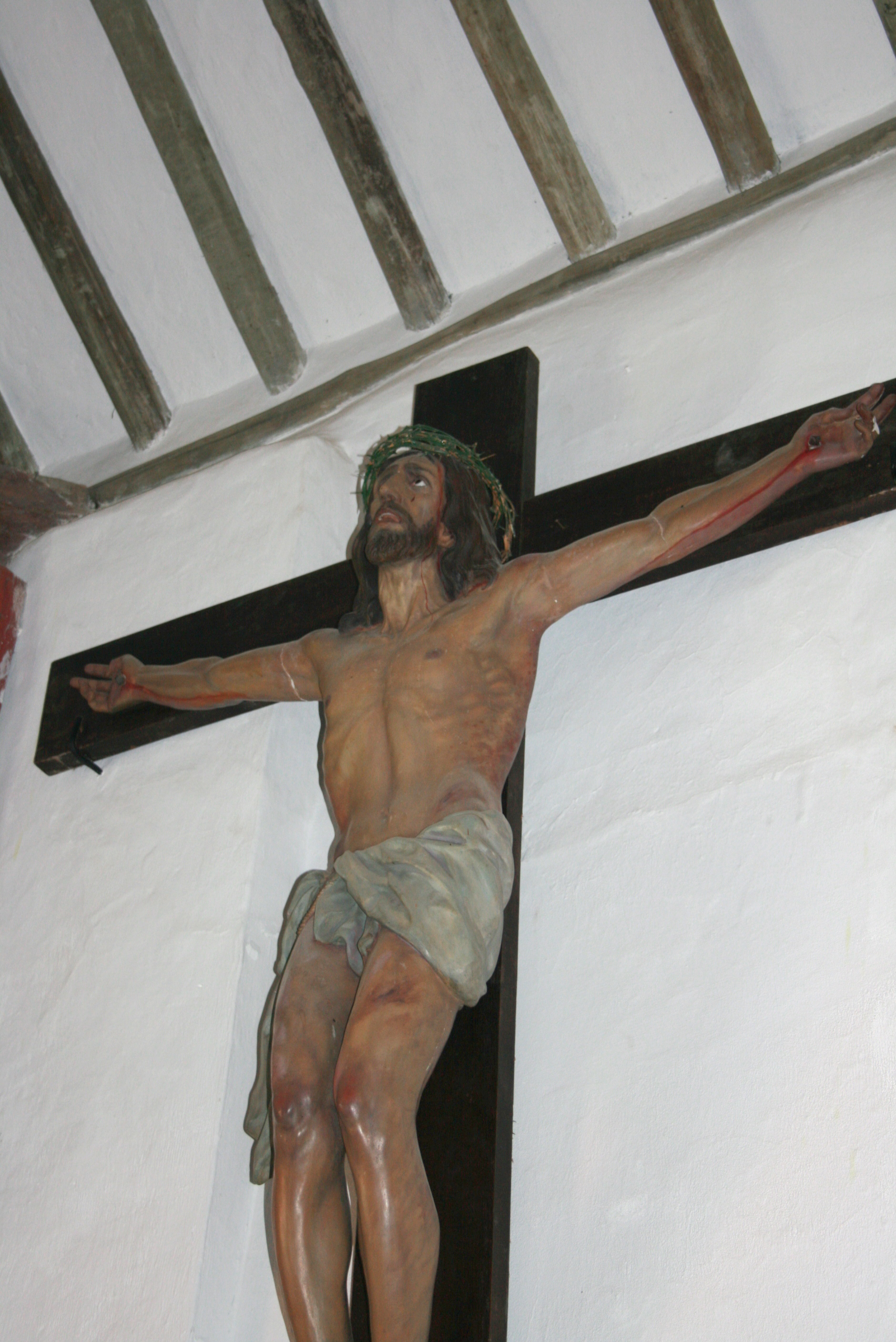
El Cristo de la expiación en la capilla lateral del Monasterio del Santo Ecce Homo en Villa de Leyva

En la misma época hizo el busto en bronce de Higinio Cualla, alcalde de Bogotá en varias oportunidades, para ser colocado en el Cementerio Central, donde se encuentra a la entrada norte. Cualla fue el fundador del actual cementerio.
Durante la República Liberal en 1935 se planteó la erección de un monumento a Rafael Uribe Uribe. El proyecto que presentó Arcila consta de 3 piezas: la figura de Uribe vestido de civil, una alegoría de la patria que recibe a los muertos de la guerra, y la cabeza en yeso, al tamaño heroico previsto para el monumento definitivo.
La alegoría se encuentra en el Museo de la Universidad Nacional y fue presentada en la exposición: 147 Maestros en diciembre del año 2006. La figura de Uribe la conserva su familia, y la cabeza en yeso está en la Biblioteca Pública Piloto de Medellín. En el Museo de la Universidad Nacional se encuentran también: un busto en yeso de su maestro, Francisco Antonio Cano, y dos cabezas en cemento de los apóstoles Pedro y Pablo.
En esta época se le encargó al artista la ejecución de un busto en bronce de Federico Lleras Acosta, que debería ser colocado, según la Ley de Honores, en la Terraza Pasteur, calle 24 con carrera Séptima en Las Nieves. Fue finalmente inaugurado en la Facultad de Veterinaria de la Universidad Nacional donde actualmente se encuentra en la oficina de la Decanatura. El yeso patinado fue obsequiado por la familia del artista a su hijo, Carlos Lleras Restrepo, y se encuentra actualmente en la biblioteca del estadista, casa cultural que maneja la Universidad Jorge Tadeo Lozano.

### Obras religiosas
La realización del monumento al presidente conservador José Vicente Concha en el patio central de la Gobernación de Cundinamarca (1933) le valió al escultor infinitud de críticas y la retirada de los afectos del nuevo gobierno liberal. Por esto el artista tuvo nuevamente que replegarse a su estudio e iniciar su importante vinculación con la Arquidiócesis de Bogotá donde fue contratado para diferentes obras religiosas.

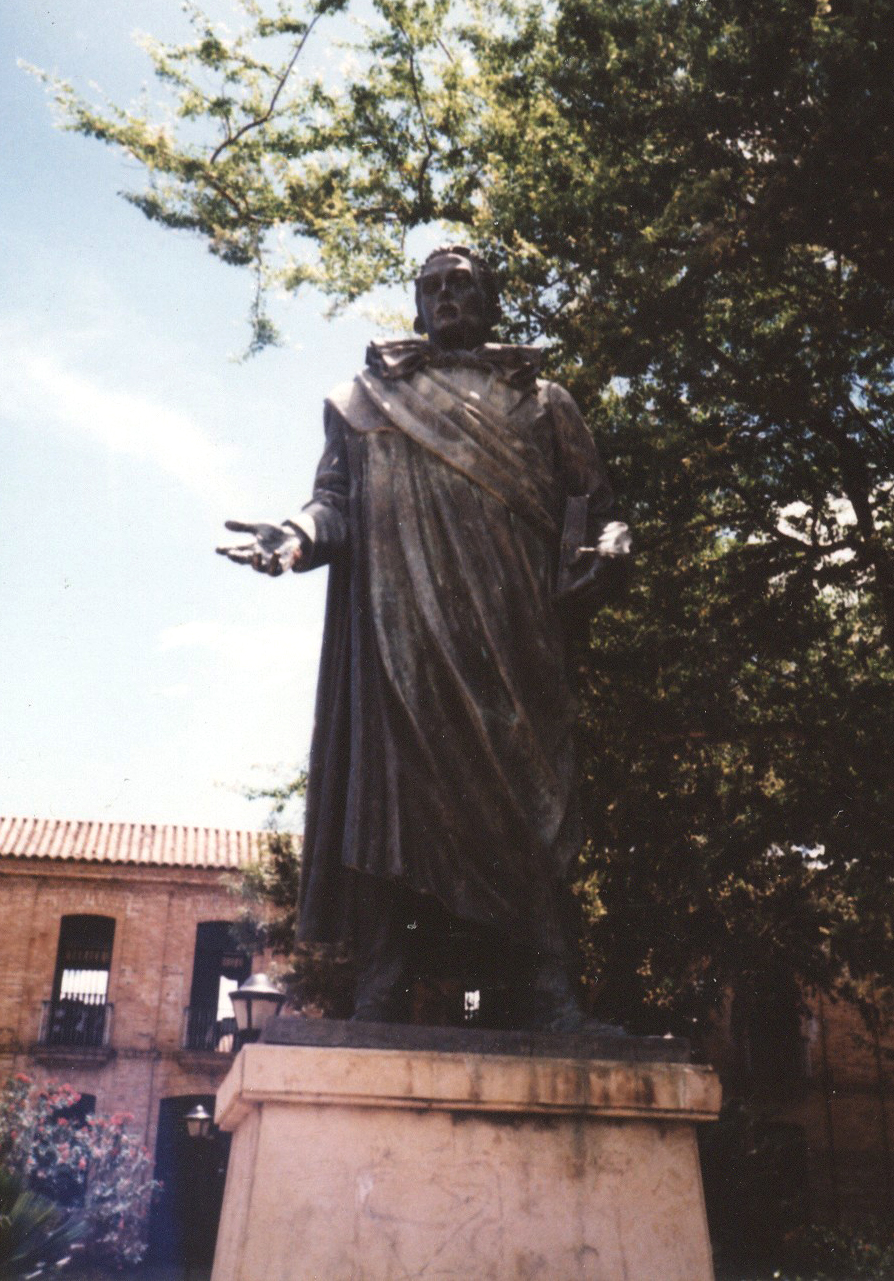
Estatua en bronce de José Eusebio Caro, enviada a fundir en Italia en 1952.

Hacia 1939 hizo la magnífica escultura en mármol del arzobispo Bernardo Herrera Restrepo para el mausoleo de la Catedral de Bogotá, la cual se encuentra en una de sus capillas laterales, la Capilla de la Virgen de la Concepción.
En 1946 se inauguró en el cerro de Guadalupe la imagen de la Virgen María, construida por el escultor en su taller de Bogotá, en ferrocemento, subida al cerro por piezas y ensamblada sobre la iglesia. La imagen mide 15 metros de alto, le sirve de pedestal la misma capilla y se puede observar desde diversos puntos de la ciudad. Desafortunadamente esta escultura se quebró con un terremoto de la ciudad y las reparaciones hechas por la alcaldía fueron muy poco artísticas y de mala proporción.
Dentro de sus múltiples  trabajos religiosos, de alta expresividad  e importancia artística, merecen destacarse, además de el principalísimo trabajo de la Capilla de Valmaría en su conjunto, la imagen de Jesús Crucificado en la capilla del Liceo de Cervantes de la calle 81, barrio El Retiro, en Bogotá, El Cristo de la expiación en la capilla lateral del Monasterio del Santo Ecce Homo en Villa de Leyva, la escena de Jesús muerto en la cruz y su Mater Dolorosa del baptisterio de la capilla del Espíritu Santo en Bogotá.
Algunas de estas obras han sufrido importante deterioro y modificaciones en la estructura, como el caso de la actual virgen del cerro de Guadalupe, con deterioro en la pátina, desproporción en las formas y cambios en el diseño y el color dados por el artista originalmente.

### Últimos años
Hacia 1952 hizo una estatua en bronce de José Eusebio Caro, enviada a fundir en Italia y que se encuentra en Ocaña. Fue su última gran obra.
Además de las obras descritas, se pueden relacionar otros trabajos de menor dimensión: el busto en yeso patinado de Antonio Gómez Restrepo en la Academia de la Lengua, el busto en bronce de Simón Bolívar para la plaza principal de Agua de Dios, y el busto en bronce de Próspero Pinzón en Villapinzón.
Por motivos de salud el artista dejó de trabajar algunos años y murió en Bogotá el 26 de septiembre de 1963.